# Икс-мен
Икс-мен или Икс-људи (енгл. X-Men) су група суперхероја Марвел комикса. Ствараоци ове групе су сценариста Стен Ли и уметник Џек Кирби. Први пут су се појавили у стрипу Икс мен #1 (септембар 1963). Основна идеја Икс мена је да и поред све већих антимутант осећања (од стране људи), покушавају да користе своје моћи за добробит човечанства.

## Историјат тима
Професор Иксавијер је створио школу, у својој вили у Вестчестеру да би помогао младим мутантима да овладају својим моћима, њима помажу људе и тако доказују људима да и мутанти могу бити хероји. Иксавијер је регрутовао Киклопа, Звер, и Марвел Девојку, називајући их "Икс-Мен“ зато што поседују моћи због њиховог "Икс-гена," који нормални људи немају а који даје мутантима њихове способности. На почетку, међутим, "X" у X-Мен значио је за „екстра“ моћ који нормални људи немају. То је такође алудирало на мутације које се десиле као резултат радијацијске изложености. Стрип је делимично инспирисан Афричко-америчким цивилним покретом 1960.
Први број је такође представио тимског архинепријатеља, Магнето, који ће наставити да се бори са Икс-Мен декадама кроз историју стрипа, сам и са његовом Братсвом Мутаната (представљени у броју #4). Икс-Мен универзум укључује познате хероје као што су Вулверин, Олуја, Колосус, Најткролер, Роуг, и Шадовкет. Поред Братсва Мутанта, други непријатељи са којима су се Икс-Мен борили укључују Сентинеле, Апокалипсу, Мистер Синистера, Марадуерса, Аколајтса, Хелфајер Клаба, У-Мен, и Пурифајерса.

## У медијима ван стрипа
Икс-Мен су се појавили и у другим медијима, укључујући анимирани цртани, видео игре, и комерцијално успешна серија филмова.